# Ilimaussita-(Ce)
L'ilimaussita-(Ce) és un mineral de la classe dels silicats. Rep el seu nom de la seva localitat tipus, el complex intrusiu d'Ilímaussaq, a Groenlàndia, i del ceri (Ce), l'element de terres rares dominant en la seva composició.

## Característiques
L'ilimaussita-(Ce) és un ciclosilicat de fórmula química (Na,K)7-8(Ba,K)10Ce₅(Nb,Ti)₆(Si₃O9)₄(Si9O18)O₆(O,OH)24. Va ser aprovada com a espècie vàlida per l'Associació Mineralògica Internacional l'any 1965. Cristal·litza en el sistema hexagonal. La seva duresa a l'escala de Mohs és 4.
Segons la classificació de Nickel-Strunz, l'ilimaussita-(Ce) pertany a «09.CB - Ciclosilicats, amb enllaços senzills de 3 [Si₃O9]6-, amb anions complexos aïllats» juntament amb els següents minerals: la roeblingita i la diversilita-(Ce).

## Formació i jaciments
Va ser descoberta al complex intrusiu d'Ilímaussaq, que es troba a la població de Narsaq, al municipi de Kujalleq (Groenlàndia), on sol trobar-se associada a altres minerals com l'epistolita i la chkalovita. També va ser descrita al massís de Khibini, a Rússia, però probablement es tracta en realitat de diversilita-(Ce) i no d'ilimaussita-(Ce) amb niobi dominant com es creia.